# Ivan Ðorđević
Ivan Ðorđević (* 11. Juli 1978 in Belgrad) ist ein ehemaliger serbischer Squashspieler.

## Karriere
Ivan Ðorđević spielte ab Anfang der 2000er-Jahre auf der PSA World Tour und erreichte seine höchste Platzierung in der Weltrangliste mit Rang 124 im April 2007. Mit der serbischen Nationalmannschaft nahm er bei der bislang einzigen Teilnahme des Landes 2008 an den Europameisterschaften teil, gehörte aber mehrfach zum Kader beim European Nations Challenge Cup und gewann mit der Mannschaft nach einer ersten Finalteilnahme 2008 dieses Turnier im Jahr 2010. Bei der ebenfalls einzigen Teilnahme Serbiens an einer Weltmeisterschaft 2009 in Odense belegte er mit der Mannschaft den 27. Platz. Im Einzel stand Ðorđević bei Europameisterschaften von 2004 bis 2007 viermal in Folge im Hauptfeld, kam dabei aber nie über die erste Runde hinaus. Von 2004 bis 2012 gewann er neunmal in Folge die serbische Meisterschaft.
Ðorđević war Mitbegründer des serbischen Squashverbandes.

## Erfolge
- Serbischer Meister: 9 Titel (2004–2012)